# Hometown Glory
«Hometown Glory» —en español: «Gloria a la ciudad natal»— es una canción interpretada por la cantautora británica Adele, incluida en su álbum debut, 19, de 2008. La intérprete la compuso, mientras que su producción quedó a cargo de Jim Abbiss. Es una canción de géneros pop y soul influenciada por los estilos pop y rock alternativo. Se lanzó oficialmente como el primer sencillo de 19 el 22 de octubre de 2007, a través de la compañía discográfica XL Recordings, y se relanzó el 21 de julio de 2008 como sencillo posterior a «Cold Shoulder».
La pista obtuvo un desempeño comercial menor, aun así logró entrar en las listas musicales de los países de Bélgica, Francia, los Países Bajos y el Reino Unido. Además, entró en la quincuagésima octava posición del ranking European Hot 100. En 2010, logró obtener una nominación en la categoría de mejor interpretación vocal pop femenina en la 52.ª edición de los Premios Grammy.

## Antecedentes y composición
«Hometown Glory» fue relanzada el 21 de julio de 2008 como sucesor de «Cold Shoulder». La canción fue introducida en la lista B de BBC Radio 1 el 18 de junio de 2008, y cambió a la lista A de BBC Radio 1 el 2 de julio de 2008. En su lado B ahora aparece una nueva versión de «Fool That I Am», canción perteneciente a Etta James, interpretada por Adele, que fue grabada durante una actuación en vivo en Cambridge. La canción fue después lanzada a finales de 2008 como sencillo debut de Adele en el mercado estadounidense. Debido a la popularidad de la canción en el Reino Unido, que resultó en la doble inclusión de canción dentro del top 40 del Reino Unido en la lista de venta por descarga, la canción fue relanzada como tercer sencillo (cuarto incluyendo el sencillo original) del álbum el 21 de julio de 2008. A partir de julio de 2008, la pista se ha convertido en el tercer sencillo consecutivo en el top 20 en Reino Unido para Adele. La canción se toca en clave de B♭ menor a un ritmo de 60bpm. El rango vocal es D♭3-A5.

## Video
La primera edición limitada en vinilo de «Hometown Glory» no tiene un video promocional. Se filmó un vídeo para el relanzamiento del sencillo en Hayes, al oeste de Londres, en la parte superior del aparcamiento Iceland/Wilkinson. El video muestra a Adele cantando mientras a su alrededor se desplazan carteles de ciudades.

## Listas de canciones

### Versión original
Vinilo de 7"
- «Hometown Glory» – 3:35

- «Best for Last» – 4:17

### Relanzamiento
CD sencillo
- «Hometown Glory» – 4:30

- «Fool That I Am» (en vivo) – 3:46

Vinilo de 7"
- «Hometown Glory»

- «Fool That I Am» (en vivo)

Digital EP
1. «Hometown Glory» – 3:40
2. «Hometown Glory» (Axwell Radio Edit) – 3:35
3. «Hometown Glory» (Axwell Club Mix) – 5:11
4. «Hometown Glory» (Axwell Remode) – 5:55
5. «Hometown Glory» (High Contrast Remix) – 6:36
6. «Hometown Glory» (High Contrast Remix) [Instrumental] – 6:35

## Posicionamiento en listas

### Semanales
| País              | Lista                  | Mejor posición |
| ----------------- | ---------------------- | -------------- |
| Bélgica (Flandes) | Ultratip Singles       | 3              |
| Bélgica (Valonia) | Ultratip Singles       | 14             |
| Escocia           | Scottish Singles Chart | 18             |
| Europa            | European Hot 100       | 58             |
| Francia           | French Singles Chart   | 51             |
| Irlanda           | Irish Singles Chart    | 78             |
| Países Bajos      | Dutch Top 40           | 25             |
| Reino Unido       | UK Singles Chart       | 19             |

### Anuales
| País        | Lista            | Mejor posición |
| ----------- | ---------------- | -------------- |
| Reino Unido | UK Singles Chart | 162            |

## Créditos y personal
- Adele: voz y composición
- Jim Abbiss: producción, mezcla y glockenspiel
- Wil Malone: arreglos
- Neil Cowley: piano
- Richard Wilkinson: grabación y mezcla
- Steve Price: grabación